# Jacques de Beaune

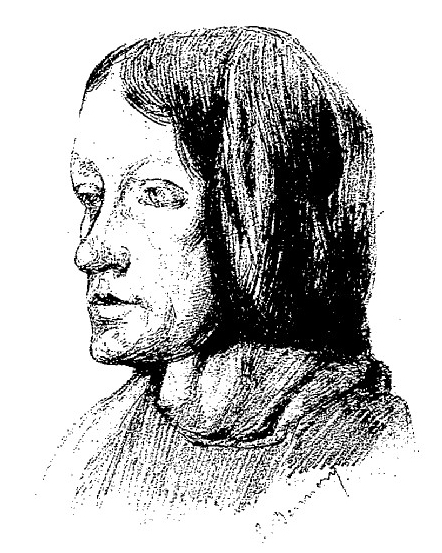

Jacques de Beaune (* um 1445 in Tours; † 12. August 1527) war ein französischer Finanzpolitiker. Ab 1516 trug er den Titel eines Baron de Semblançay.

## Leben

### Karriere
Jacques de Beaune begann seine berufliche Laufbahn im Finanzdienst des Königs Ludwig XI. (regierte 1461–1483), machte nach und nach Karriere unter Karl VIII. (1483–1498) und Ludwig XII. (1498–1515), bis er 1518 von König Franz I. zum Surintendant des Finances ernannt wurde. In dieser Zeit erwarb er ein beträchtliches Vermögen, das er unter anderem zum Bau der Schlösser von Ballan-Miré („La Carte“) und Semblançay einsetzte. Ein Streit mit der Königinmutter Luise von Savoyen führte zu Ende seines Aufstiegs.
Während des 6. Italienkriegs erlitt Frankreich die Niederlage von Bicocca (1522), der unter anderem darauf zurückgeführt wurde, dass ein Teil der französischen Truppen zuvor demobilisiert worden war, da die Soldaten den ausstehenden Sold nicht erhielten. Eine Nachfrage bei Jacques de Beaune – jetzt Semblançay genannt – nach dem Verbleib der dafür vorgesehenen 400.000 Écu ergab das Eingeständnis, sie der Königinmutter gegeben zu haben, die vorgab, gegenüber der Krone einen entsprechenden finanziellen Anspruch zu haben. Luise von Savoyen verzieh Jacques de Beaune diese Denunziation nicht. Am 11. März 1524 wurde eine Kommission eingesetzt, die Jacques de Beaunes Buchhaltung überprüfen sollte.

### Hinrichtung
Das umstrittene Ergebnis dieser Buchprüfung war, dass Semblançay dem König 910.000 Écu schulde (27. Januar 1525). Er zog sich nach Ballan zurück und wurde zwei Jahre später, im Januar 1527, bei einer Reise nach Paris festgenommen und in der Bastille eingesperrt. Am 9. August 1527 wurde er zum Tod durch den Strang verurteilt und am 12. August am Gibet de Montfaucon, dem Galgen von Paris, hingerichtet. Später wurde er rehabilitiert, und es scheint mittlerweile, dass tatsächlich der König ihm eine große Summe Geldes schuldete.
Seine Hinrichtung inspirierte Clément Marot zu einem berühmten Epigramm, das er in der „Adolescence clémentine“ publizierte:
Lorsque Maillart, juge d’Enfer, menoit
À Monfaulcon Samblançay l’ame rendre,
À votre advis, lequel des deux tenoit
Meilleur maintien ? Pour le vous faire entendre,
Maillard sembloit homme qui mort va prendre
Et Samblançay fut si ferme vieillart
Que l’on cuydoit, pour vray, qu’il menast pendre
À Montfaulcon le lieutenant Maillart. 
Als Scharfrichter Maillart in Montfaucon
Semblançay seinen Geist aufgeben ließ –
Nach eurer Meinung: welcher von beiden
Hielt sich besser? Um es euch hören zu lassen,
Maillart schien der Mann, den der Tod holen sollte,
Und Semblançay ein so rüstiger Alter,
Dass man glaubte fürwahr, dass er hängen ließe
In Montfaucon den Leutnant Maillart.